# أطلال كنيسة القديس بولس
أطلال كنيسة القديس بولس (بالصينية: 大三巴牌坊؛ بالبرتغالية: Ruínas de São Paulo) هي بقايا مجمع ديني كاثوليكي يعود للقرن السابع عشر في سانتو أنطونيو، ماكاو. تشمل هذه البقايا ما كان في الأصل كلية القديس بولس وكنيسة القديس بولس (Igreja de São Paulo)، المعروفة أيضًا باسم "ماتير دي"، وهي كنيسة برتغالية من القرن السابع عشر مخصصة للقديس بولس الرسول. تُعدّ هذه الأطلال اليوم أحد أشهر معالم ماكاو وأحد عجائب الدنيا السبع ذات الأصل البرتغالي. في عام 2005، تم إدراجها رسميًا كجزء من المركز التاريخي لماكاو، وهو أحد مواقع التراث العالمي لليونسكو.

## التاريخ
بُنيت الكنيسة بين عامي 1602 و 1640 على يد اليسوعيين، خلال الفترة التي كانت فيها البرتغال وإسبانيا تحت حكم تاج واحد، وكانت تُعتبر واحدة من أكبر الكنائس الكاثوليكية في آسيا في ذلك الوقت. دُمرت الكنيسة بفعل حريق خلال إعصار في 26 يناير 1835. تُطل قلعة مونتي على الأطلال.
تتكون الأطلال الآن من الواجهة الحجرية. تقع الواجهة على تل صغير، بدرج حجري يحتوي على 68 درجة تؤدي إليها.
تأخذ الواجهة شكل مذبح وتدور حول موضوع انتقال مريم العذراء. من المحتمل أنها تأثرت بالحرفيين المسيحيين اليابانيين الذين عملوا عليها، حيث تتضمن أطلال كنيسة القديس بولس منحوتات بصور غير تقليدية مستوحاة من التقاليد الآسيوية، بما في ذلك صورة لمريم وهي تطأ أفعى ذات سبعة رؤوس، موصوفة بأحرف صينية مصاحبة بأنها "الأم المقدسة تدوس رؤوس التنين". تحتوي قاعدة الهيكل على ستة أسود حارسة صينية منحوتة من الحجر.
اعتنق الحرفيون المسيحيون اليابانيون الذين عملوا في كنيسة القديس بولس المسيحية على يد اليسوعيين وطُردوا من اليابان في عام 1587 عندما حظر تويوتومي هيديوشي المسيحية.
يُدفن بالقرب من الكنيسة رفات حوالي 250 من العبيد الكوريين واليابانيين من تجارة الرقيق البرتغالية.